# Gosberto de Osnabrück
Gosbert de Osnabrück (... - cerca de 860) foi um bispo alemão. Bispo de Osnabrück, é venerado como santo pela Igreja Católica.

## Biografia
Ele era um missionário na Suécia; em 845 foi eleito bispo de Osnabrück e governou a diocese até 858, distinguindo-se pelo empenho pastoral. Segundo uma tradição, ele morreu mártir em Ebbestorp, mas os Bolandistas provaram que a notícia é infundada.
Sua festa foi celebrada em Osnabrück em 3 de fevereiro.
Seu elogio é lido no Martirológio Romano em 13 de fevereiro.